# Mârșani
Mârșani è un comune della Romania di 4 938 abitanti, ubicato nel distretto di Dolj, nella regione storica dell'Oltenia.